# Corbel (Savoie)
Corbel település Franciaországban, Savoie megyében. Lakosainak száma 155 fő (2022. január 1.). Corbel Saint-Jean-de-Couz, Saint-Christophe-sur-Guiers, Entremont-le-Vieux, Saint-Christophe és Saint-Pierre-d’Entremont községekkel határos.

## Népesség
A település népességének változása:
| Lakosok száma | 147  | 157  | 164  | 157  | 155  | 153  | 154  | 155  | 155  |
|               | 2013 | 2015 | 2016 | 2017 | 2018 | 2019 | 2020 | 2021 | 2022 |